# Guilherme Madalena Siqueira
Guilherme Madalena Siqueira   (Florianópolis, 28 d'abril de 1986), més conegut simplement com a Siqueira, és un futbolista professional brasiler que juga com a defensa.

## Trajectòria

### Udinese Calcio
Va començar la seva carrera com a jugador de l'Udinese Calcio, on va estar dues temporades i va jugar 22 partits.

### AC Ancona
Va estar cedit a l'AC Ancona que jugava a la Serie B italiana, va jugar 24 partits i va marcar 1 gol.

### Granada CF
A la seva primera temporada al Granada CF que acabava d'ascendir de la segona divisió B espanyola va jugar 34 partits i va ajudar l'equip a ascendir a la Lliga BBVA després dels play off.
A la temporada 2011-2012 el Granada CF el va fitxar per quatre temporades. En aquesta temporada Siqueira va ser el màxim golejador de l'equip encara que va jugar a la posició de central, la majoria dels seus gols van ser de penal, arribant a marcar, fins i tot, al partit contra el FC Barcelona, al final de temporada l'equip es va acabar salvant del descens.
L'estiu de 2012 el València CF es va interessar per fitxar-lo, però finalment la negociacions no van arribar a bon port i Siqueira va acabar signant la seva ampliació de contracte amb el Granada CF fins a l'any 2017, amb una clàusula de rescissió de 25 milions d'euros.
El 2 de setembre Siqueira, passà cedit al SL Benfica portuguès durant una temporada.

### Atlético de Madrid
El juny de 2014 signà un nou contracte, amb l'Atlètic de Madrid, per 4 anys. El traspàs fou proper als 10 milions d'euros.

### València CF
El febrer de 2016, fou cedit per una temporada i mitja al València CF, on arribà en lloc de Lucas Orbán, cedit al seu torn a la UE Llevant.

## Palmarès
Benfica
- 1 Lliga portuguesa: 2013-14.
- 1 Copa portuguesa: 2013-14.
- 1 Copa de la lliga portuguesa: 2013-14.

Atlético de Madrid
- 1 Supercopa d'Espanya: 2014.